# Manuel González Peña
Manuel González Peña, més conegut com a Manolo Peña, és un futbolista andalús. Va nàixer a Olivares (Sevilla) el 6 de maig de 1962, i ocupava la posició de davanter. Sorgeix del planter del Reial Betis. Militant al filial, hi debuta a primera divisió amb els verd-i-blancs a la campanya 83/84. De nou al Betis Deportivo, no retorna al primer equip i a l'estiu de 1985 marxa al Recreativo de Huelva.
Al Recreativo esdevé titular, sent la referència ofensiva dels andalusos durant el final de la dècada dels 80, i sobresortint amb 10 gols a la 87/88. L'estiu de 1989 fitxa pel Burgos CF, també de Segona Divisió. És clau en l'ascens a primera divisió que aconsegueixen els castellans eixa temporada, tot marcant 16 gols.
La temporada campanya 90/91 hi retorna a la màxima divisió, set temporades després. Però, passa a ser suplent amb el Burgos i dels 23 partits disputats, només cinc és titular. Posteriorment milita a la UD Salamanca i al CF Extremadura. Amb els d'Almendralejo recupera la titularitat a la Segona Divisió, entre 1994 i 1996, període en el qual marca set gols en 65 partits, que culmina amb l'històric ascens de l'Extremadura a primera divisió.
L'andalús, però, no continua. La seua carrera prossegueix per equips més modestos, com ara el San Roque de Lepe. En total, va sumar 46 gols en 196 partits a Segona Divisió. Per contra, no va marcar cap gol a la màxima categoria, divisió en la qual va disputar 24 partits.